# دومنیکو جنوویز
دومنیکو جنوویز (انگلیسی: Domenico Genovese؛ زادهٔ ۲ فوریهٔ ۱۹۶۱) بازیکن فوتبال اهل بریتانیا است.
از باشگاه‌هایی که در آن بازی کرده‌است می‌توان به باشگاه فوتبال پیتربورو یونایتد و باشگاه فوتبال بوستون یونایتد اشاره کرد.